# Crosta de soca de marge aixecat
Les crostes de soca de marge aixecat són bolets del grup de les crostes de soca.

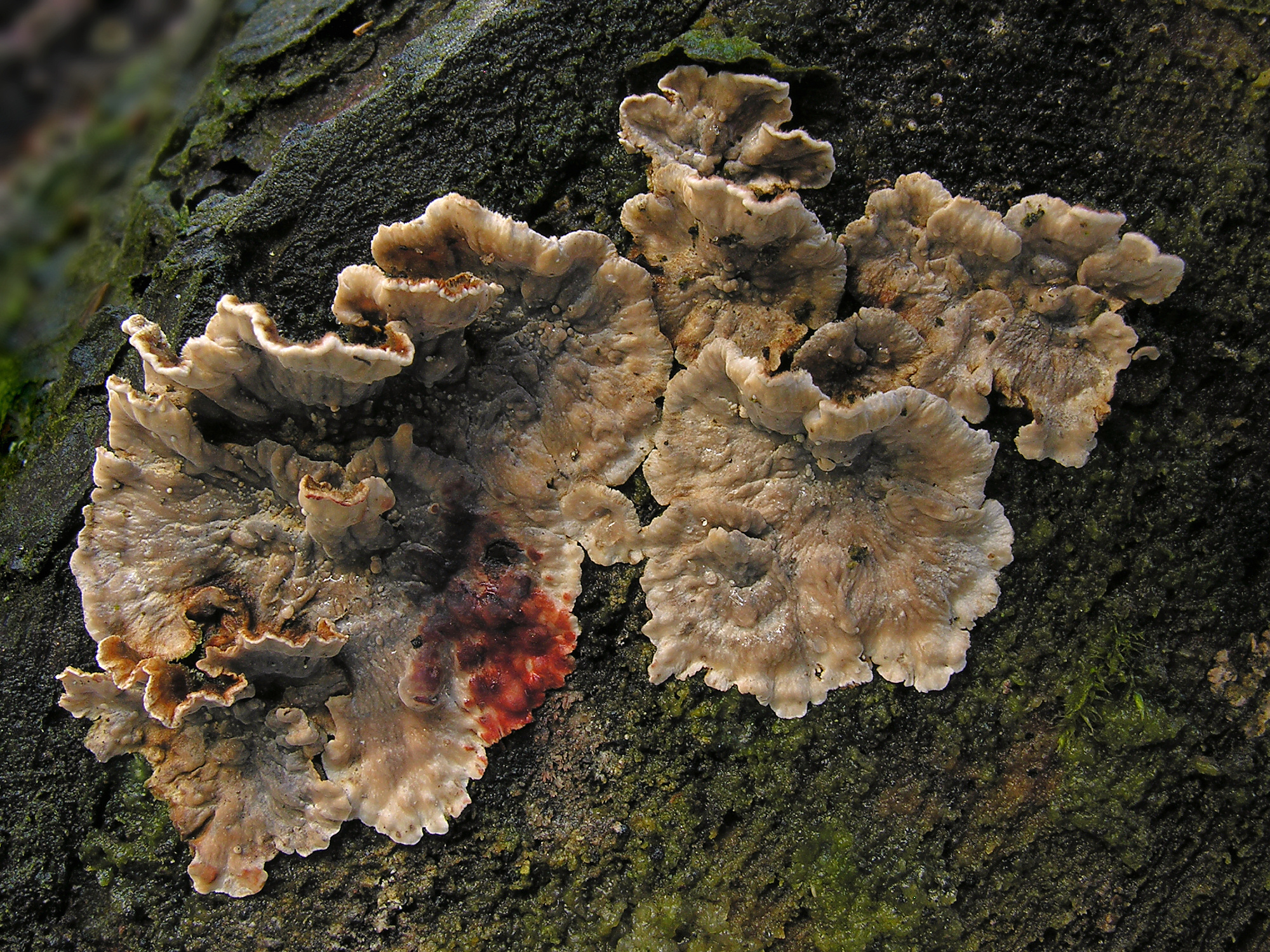
Crosta de soca sagnant (Stereum sanguinolentum)

Grup sovint complex pel que fa a la identificació, excepte per a aquelles espècies que responen al frec virant a roig (és un detall que cal analitzar sempre en totes les crostes de soca).

## Espècies

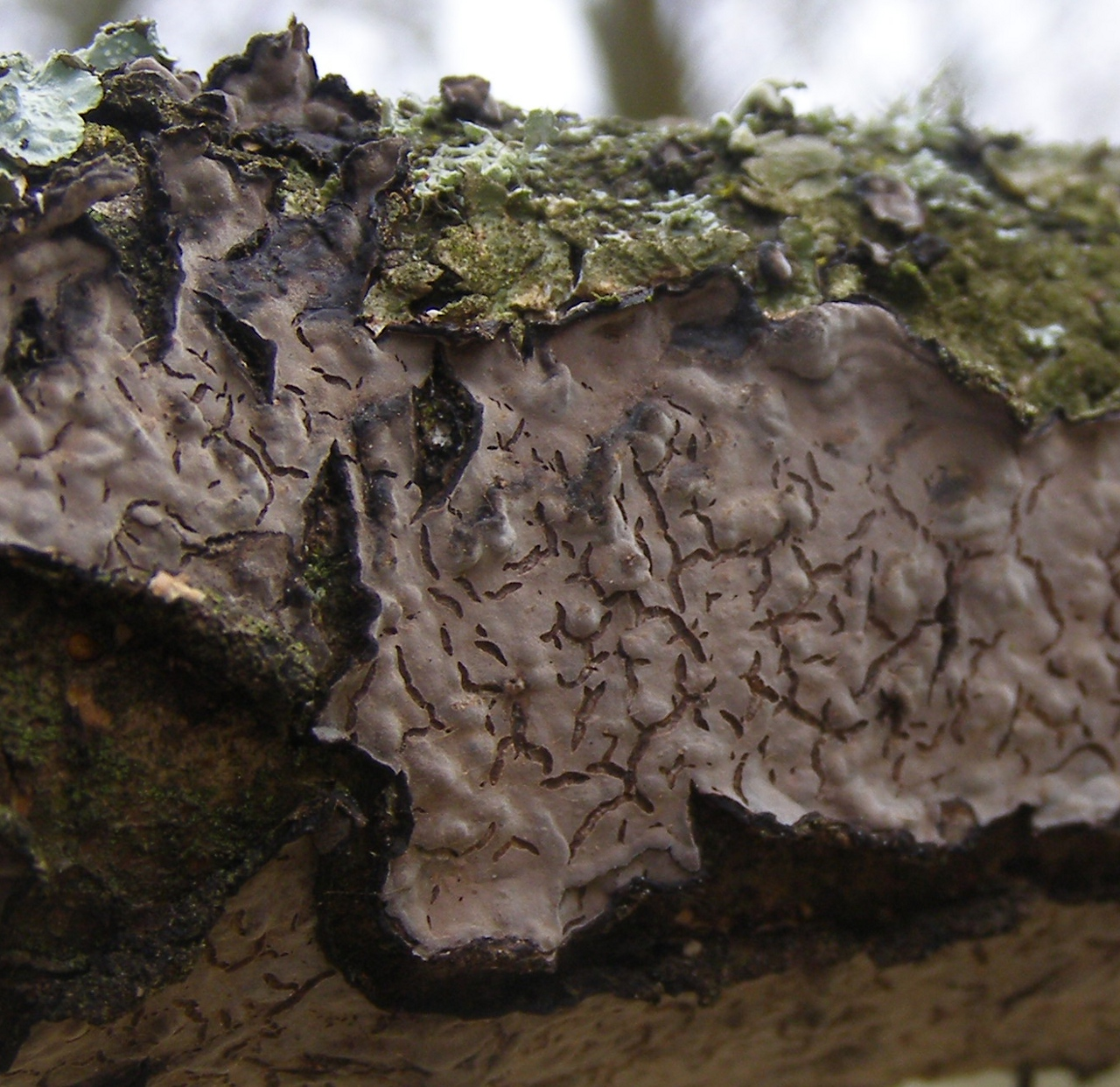
Crosta de soca d'alzina (Peniophora quercina)

Les espècies de crostes de soca e marge aixecat més corrents, ordenades per gèneres, són:
- Antrodia albida, crosta de soca blanca
- Amylostereum chailletii, crosta de soca bruna
- Dendrocorticium polygonioides, crosta de soca clivellada
- Steccherinum ochraceum, crosta de soca d’agulles de vora blanca

- Peniophora quercina, crosta de soca d’alzina
- Veluticeps abietina, crosta de soca d’avet

- Hydnoporia tabacina, crosta de soca de salze

- Stereum ochraceoflavum, crosta de soca dels branquillons
- Antrodia heteromorpha, crosta de soca engruixida
- Byssomerulius corium, crosta de soca papiràcia
- Stereum gausapatum, crosta de soca peluda
- Chondrostereum purpureum, ventall de crosta porpra
- Stereum rugosum, crosta de soca rugosa

- Stereum sanguinolentum, crosta de soca sagnant